# Bjørnetæmmeren
Bjørnetæmmeren er en dansk stum melodramafilm fra 1912 produceret af Det Skandinavisk-Russiske Handelshus. Filmen er optaget og instrueret af Alfred Lind efter eget manuskript. Filmens rolle som Bjørnetæmmeren skulle oprindeligt være spillet af Rasmus Ottesen, men han blev bidt i armen af bjørnen, og blev derfor forhindret i at medvirke. Rollen  blev i stedet spillet af Alfred Lind.
Filmen havde dansk premiere den 8. maj 1912 i Victoria-Teatret i København og den 18. maj samme år i Sverige under titlen Djurtämjerskan.
Filmen blev i 2004 af Det Danske Filminstitut udgivet på DVD sammen med en anden af Alfred Linds film, Den flyvende Cirkus.

## Handling
En bjørnetæmmer hyres af et omrejsende cirkus og bliver hurtigt gift med slangetæmmersken. Ikke længe efter brylluppet engageres slangetæmmersken til varietéen, og til bjørnetæmmerens store skræk overværer han en aften, hvordan hun bliver forført af en rigmand og tager med ham hjem. Heldigvis har han en pelset, tro væbner, der altid er klar til at skride ind.

## Medvirkende
- Lilli Beck, Slangetæmmersken Ula-Kiri Maja
- Alfred Lind, Bjørnetæmmeren
- Peter Fjelstrup, Levemand
- Rasmus Ottesen
- Richard Jensen, Dansemester
- Holger-Madsen, Artist i cirkus